# Плавушник болотяний
Плавушник болотяний, плавушник болотний (Hottonia palustris) — вид рослин родини первоцвітові (Primulaceae), поширений у Європі й Туреччині.

## Опис
Багаторічна трава 20–60 см завдовжки. Водна рослина з повзучим кореневищем і гребінчасто розсіченими листками. Квітки по 3–6 у кільцях, зібраних в китиці на верхівці безлистої стрілки. Частки чашечки лінійні, гострі. Віночок білий або рожевий, з жовтим зевом і подовженими тупими частками.

## Поширення
Поширений у Європі й Туреччині.
В Україні вид зростає в стоячій воді, на болотах — на Поліссі та в Лісостепу зазвичай; в Закарпатті рідко; в Степу в долинах річок.

## Галерея

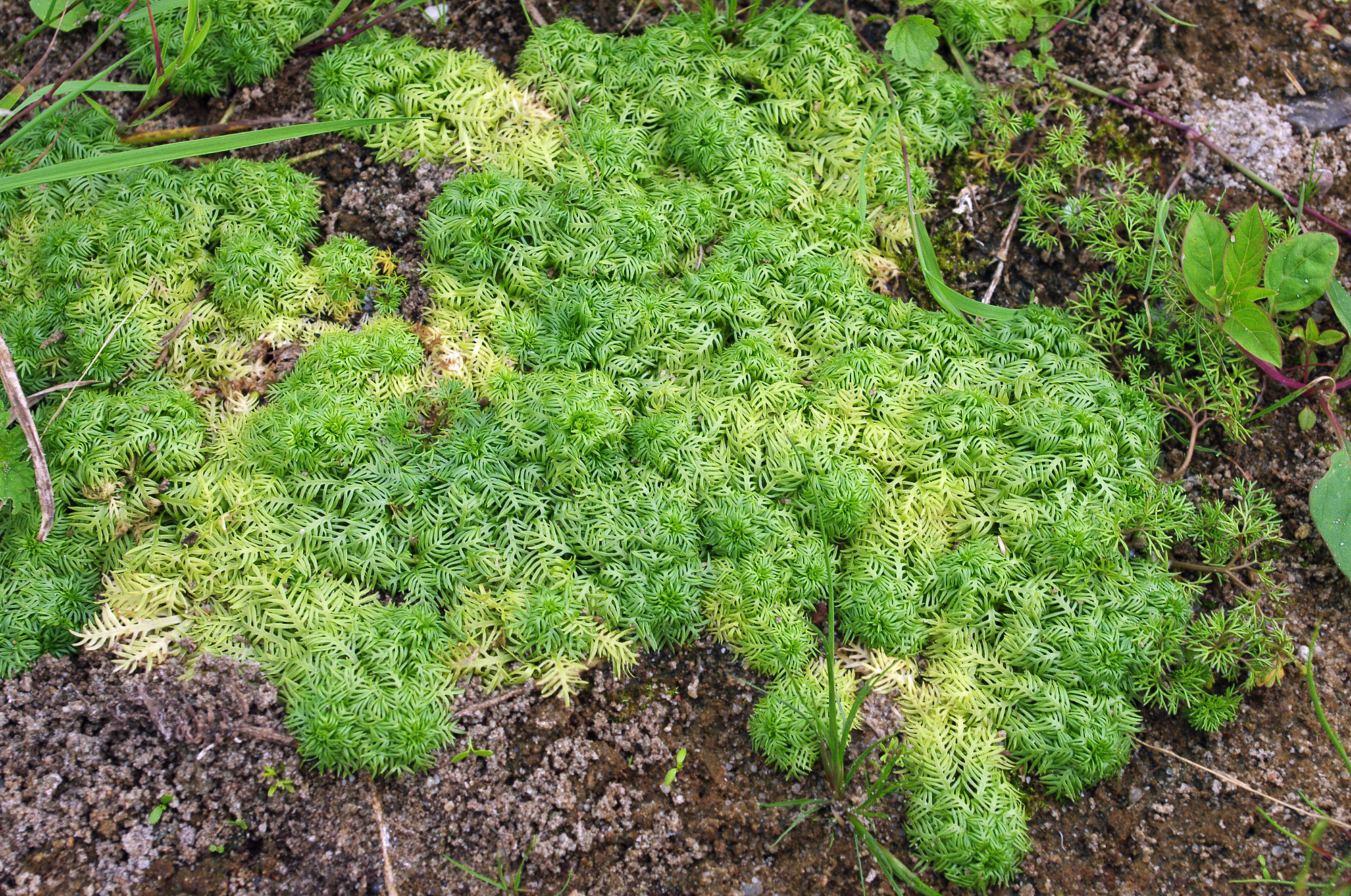
наземні рослини
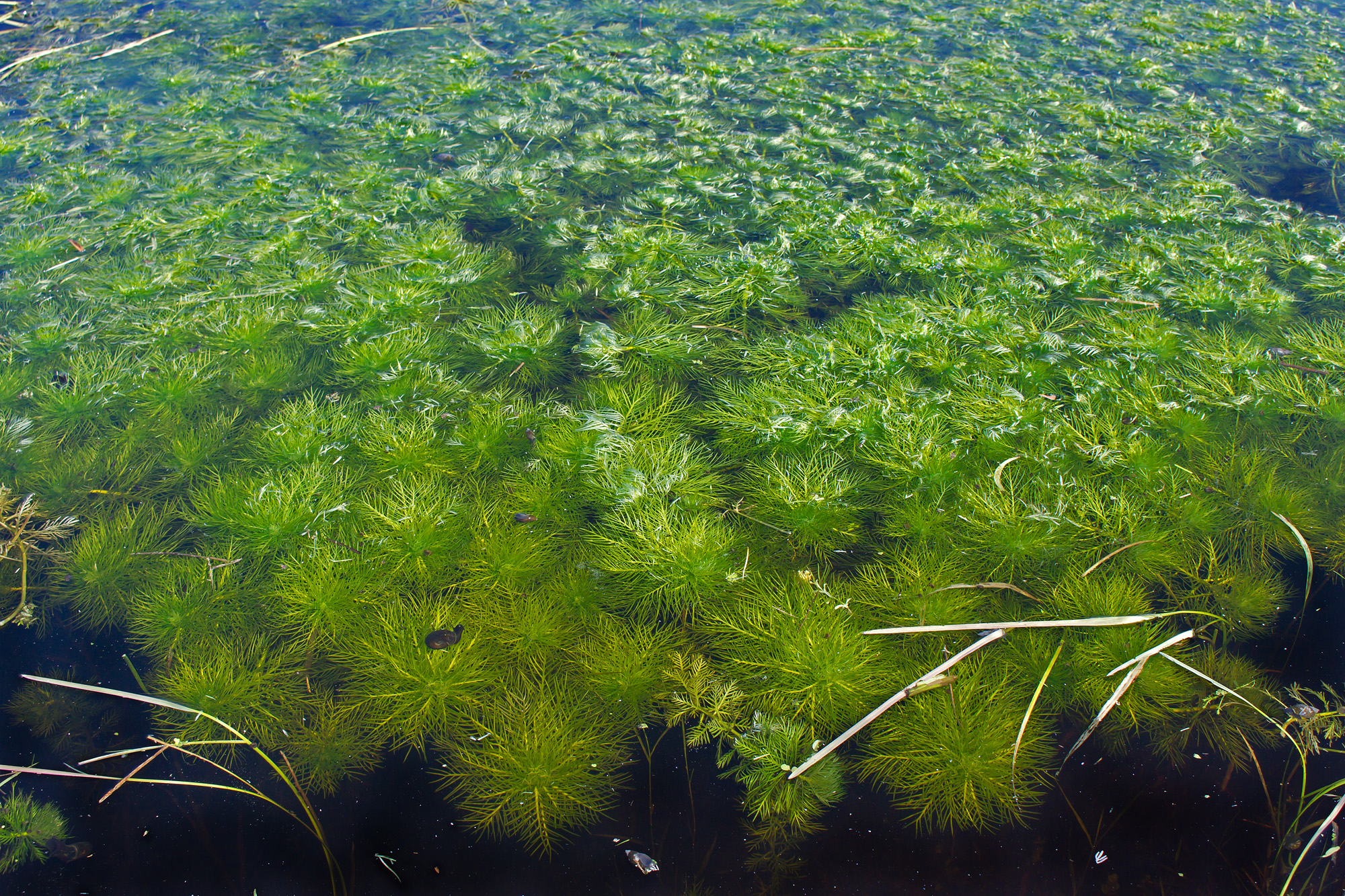
підводні рослини
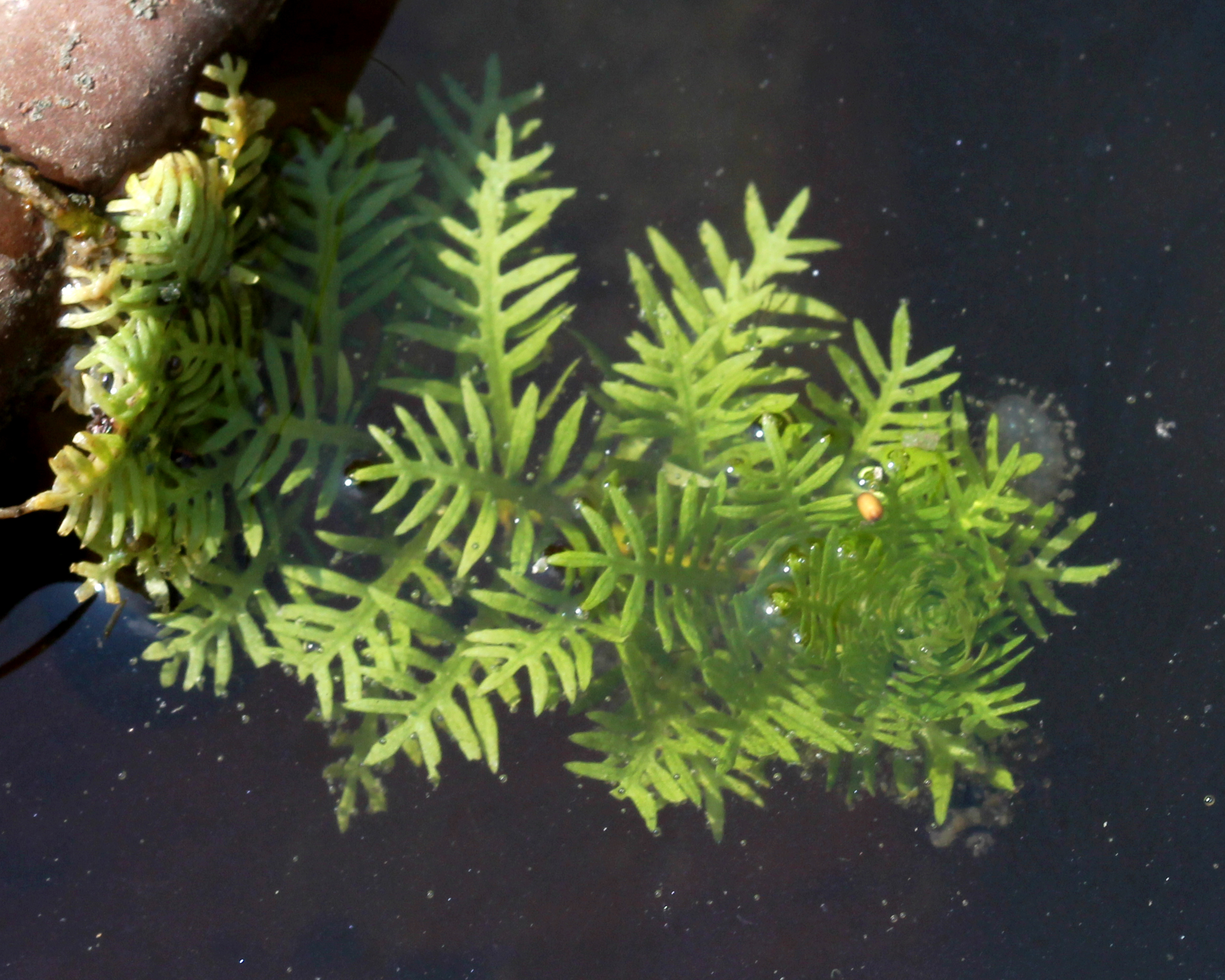
листки
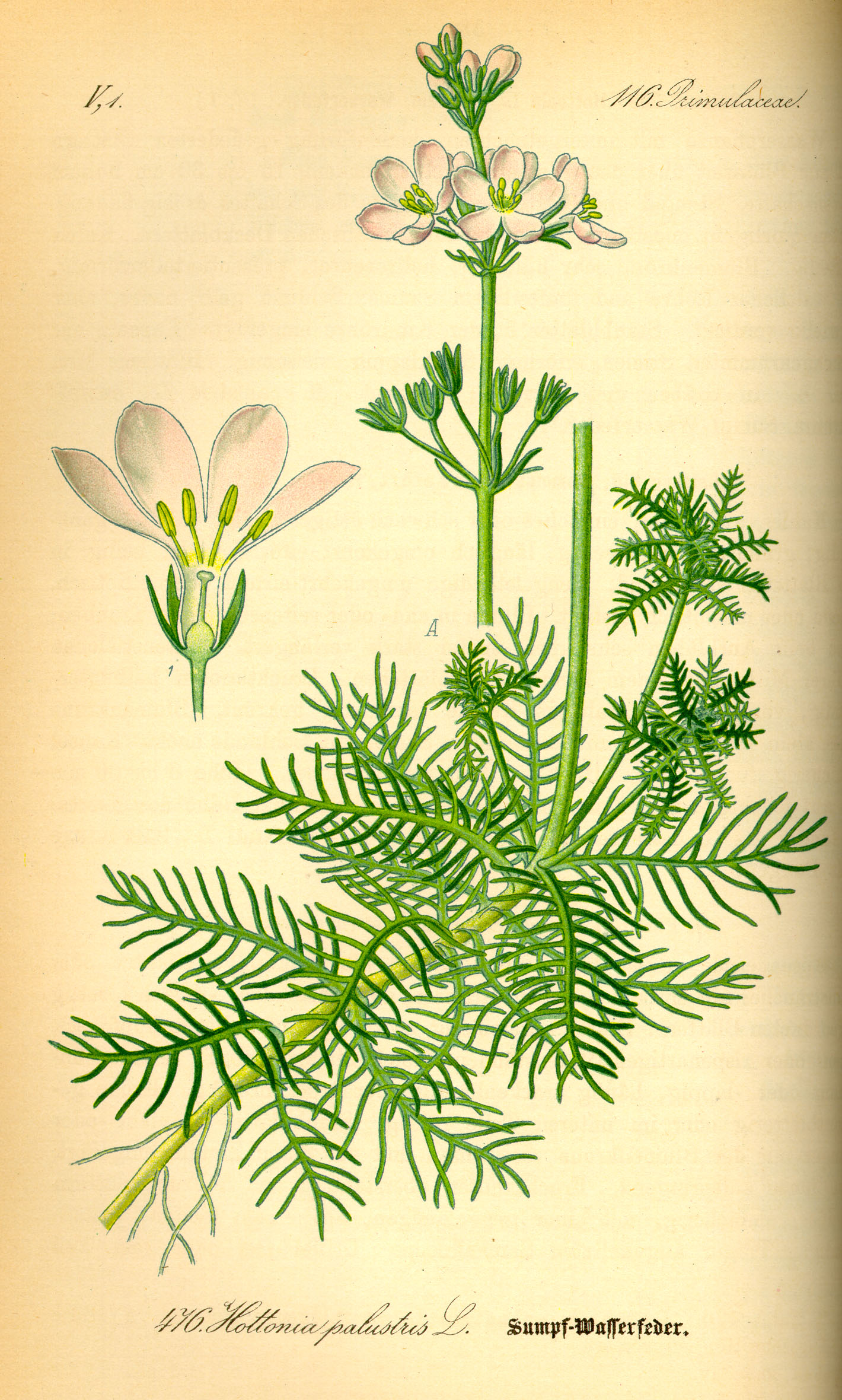
ілюстрація